# Gaidropsarus mediterraneus
La mòllera mediterrània o mòllera anglesa (Gaidropsarus mediterraneus) és un peix de mar de la família Lotidae de l'orde Gadiformes.

## Distribució i hàbitat
Aquesta espècie és difosa al llarg de les costes de la mar Mediterrània, de la mar Negra i de l'oceà Atlàntic nord-oriental entre el Marroc i Anglaterra, rarament al nord fins a la Noruega meridional. És comú en els mars d'Itàlia.
Freqüenta fons rocosos rics en amagatalls a profunditats baixes o molt baixes, també de poques desenes de centímetres. Es troba sovint entre els esculls pedrosos dels molls.

## Descripció
Aquest peix, tan com les afines Gaidropsarus vulgaris i Gaidropsarus biscayensis, té un cos força allargat, cilíndric en la porció anterior que esdevé força comprimit lateralment prop de la cua. Peduncle caudal ample. És present una barba sobre la barbeta i dos tentacles de vessant similar a barbes prop dels narius. Té dues aletes dorsals, la primera breu i formada per radis curtíssims, exceptat el primer que és més llarg, la segona és llarga. L'aleta anal és simètrica a la segona dorsal però més breu. L'aleta caudal és arrodonida. Les aletes pectorals són força amples i compten menys de 20 radis, les aletes ventrals són petites.
La seva color és marró amb unes petites taques clares al llarg de la línia lateral. Aquestes taques poden formar punts clars ben definits o ser disposats com una marbradura. Les aletes són fosques; les aletes són més fosques prop de la vora i tenen una fina vora blanca. Assoleix excepcionalment els 50 cm de llarg.

## Reproducció
Passa en la temporada freda.

## Alimentació
S'alimenta de peixos, crustacis i altres animalets.
Aquest peix és un animal nocturn i passa les hores de llum en anfractes obscurs. És una espècie difident, molt difícil d'apropar.
La natació és molta onejant, com la d'una anguila.

## Pesca
És pescat tan sols per pescadors esportius i no és una captura fàcil com que té el costum de deixar l'esca amb prou feines sent la menor resistència. La seva carn és bona, similar ala del lluç europeu i sovint utilitzada per a sopes de peix.